# Manuskrypt z Birmingham

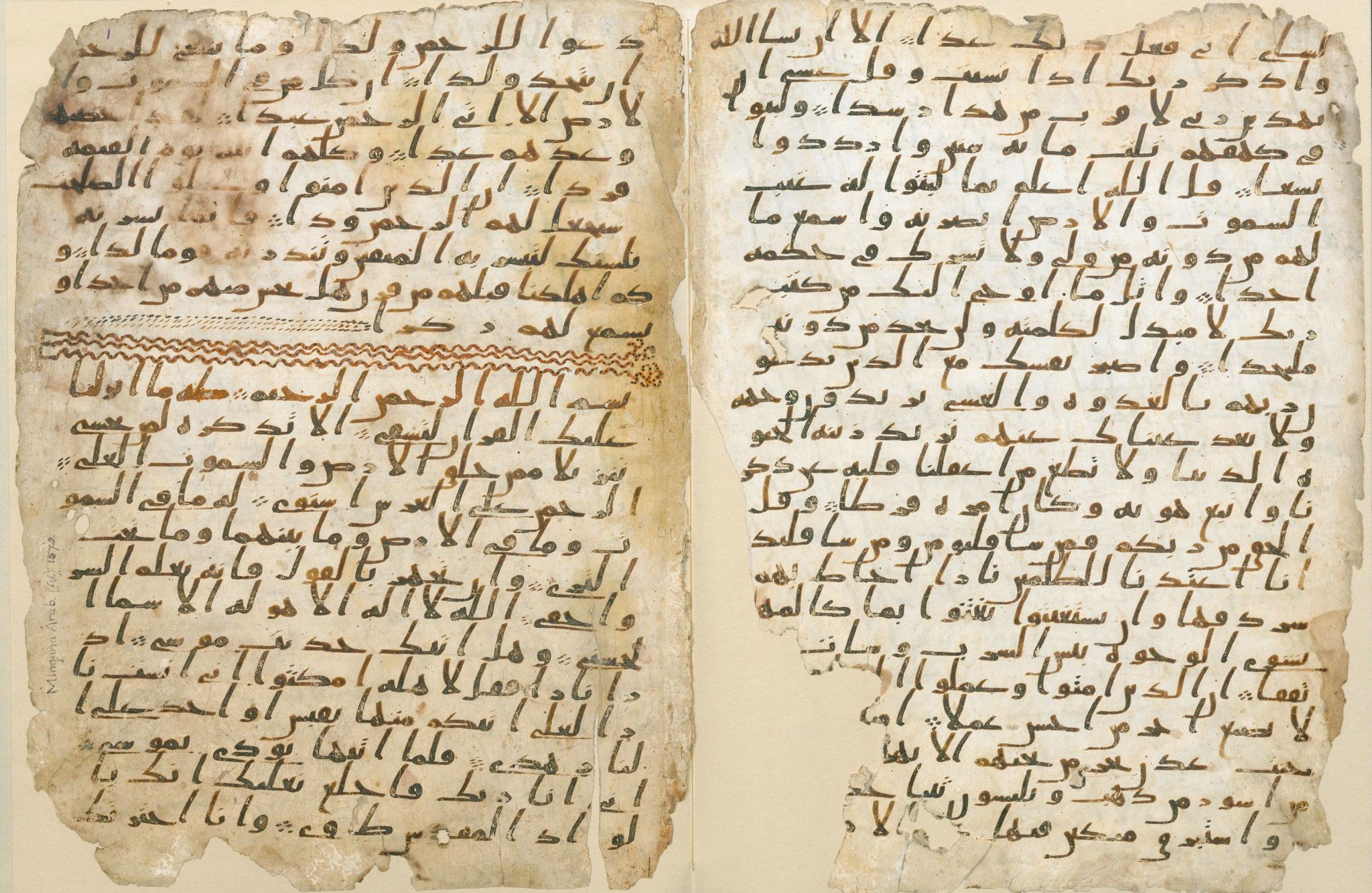
Manuskrypt z Birmingham

Manuskrypt z Birmingham – jeden z najstarszych zachowanych rękopisów Koranu, przechowywany w bibliotece Uniwersytetu w Birmingham, należy do kolekcji Mingana i klasyfikowany jest jako Mingana 1572a.
Dwie karty Koranu o rozmiarach 33,3 cm na 24,5 cm przeleżały nierozpoznane w uniwersyteckiej bibliotece w Birmingham prawie 100 lat. Datowane są metodą węgla 14C na lata 568–645, czyli na okres życia Mahometa, lub czas tuż po jego śmierci. Zidentyfikowane karty są częścią liczącej około 3000 dokumentów kolekcji Mingana i znajdowały się wśród innych dokumentów pochodzących z Bliskiego Wschodu.
Manuskrypt zawiera następujące fragmenty Koranu:
- fragmenty sury 18. – sura Al-Kahf (Grota), wersety 17 do 31
- fragment sury 19. – sura Marjam (Maria), wersety 91 do 98
- fragment sury 20. – sura Ta Ha, wersety 1 do 40[3]

Fragment pisany jest wczesną formą arabskiego pisma, w wersji z Hidżazu. Badania wykazały, że należał do tego samego rękopisu, co 16 kart przechowywanych we Francuskiej Bibliotece Narodowej i sklasyfikowanych jako BnF Arabe 328(c).